# تشارلز ويليام كرافت جونيور
تشارلز ويليام كرافت جونيور (بالإنجليزية: Charles William Kraft, Jr.)‏ هو محامي وقاضي أمريكي، ولد في 14 ديسمبر 1903 في فيلادلفيا في الولايات المتحدة، وتوفي في 18 يناير 2002.